# Romersk kamomill
Romersk kamomill (Chamaemelum nobile, tidigare Anthemis nobilis) är en flerårig växt, till skillnad från vanlig kamomill som är ettårig.